# Wainwright Airport, Alaska
Wainwright Airport (IATA: AIN, ICAO: PAWI, FAA LID: AWI) är en flygplats utanför orten Wainwright i North Slope Borough i norra Alaska, USA. 